# Эггерт, Тони
Тони Эггерт (нем. Toni Eggert, 12 мая 1988, Зуль, Тюрингия) — немецкий саночник, выступающий за сборную Германии с 2008 года. Одиннадцатикратный чемпион мира, пятикратный чемпион Европы, призёр чемпионатов мира и Европы, чемпион мира среди юниоров, участник зимних Олимпийских игр в Сочи. Четырёхкратный обладатель Кубка мира.

## Биография
Тони Эггерт родился 12 мая 1988 года в городе Зуль, земля Тюрингия. Активно заниматься санным спортом начал в возрасте двенадцати лет, в 2003 году прошёл отбор в национальную сборную и стал выступать в паре с Марселем Остером. С самого начала показывал неплохие результаты, в 2007 году одержал победу на молодёжном чемпионате мира в итальянской Чезане, год спустя завоевал серебряную медаль юниорского мирового первенства в американском Лейк-Плэсиде. Кроме того, был успешен на юношеском Кубке мира, в частности, сезон 2005/06 завершил на третьем месте общего зачёта, год спустя разместился в мировом рейтинге сильнейших саночников на четвёртой строке, а ещё через год выиграл этот трофей, приехав первым на всех шести этапах.
В сезоне 2008/09 они с Остером перебрались во взрослую сборную Германии и дебютировали на этапах взрослого Кубка мира, прошли квалификацию благодаря крушению двухместных саней Андре Флоршюца и Торстена Вустлиха. На первых трёх этапах неизменно попадали в десятку, но в конце сезона их результаты немного ухудшились, и в общем зачёте их экипаж спустился до девятнадцатого места. В 2010 году новым партнёром Эггерта стал его земляк Саша Бенеккен, и с этих пор дела пошли значительно лучше.
После окончания всех этапов Кубка мира 2010/11 Тони Эггерт оказался на четвёртом месте общего зачёта, тогда как на чемпионате мира в Чезане закрыл десятку сильнейших. В следующем сезоне ему удалось добраться до третьего места в мировом рейтинге сильнейших саночников на двухместных санях. На чемпионате мира 2012 года в немецком Альтенберге он завоевал серебряную медаль в мужском парном разряде и получил золото за состязания смешанных команд. Кроме того, с чемпионата Европы в российском Парамоново привёз медаль бронзового достоинства. В 2013 году на мировом первенстве в канадском Уистлере взял ещё одно серебро мужского парного разряда.
В 2014 году участвовал на Олимпийских играх в Сочи, где финишировал восьмым в мужской парной программе.
Ныне Эггерт живёт и тренируется в городе Оберхоф, после окончания карьеры профессионального спортсмена собирается стать офицером в немецкой пограничной полиции, сейчас проходит соответствующее обучение. В свободное время занимается авиамоделированием.